# Catálogo de los troyanos
El catálogo de los troyanos es una sección del libro II de la Ilíada de Homero, que enumera cada uno de los contingentes que lucharon a favor de Troya durante el asedio al que fue sometida por los guerreros aqueos. Aparece a continuación del catálogo de naves de la coalición aquea.
La relación de los diversos contingentes que componían este catálogo es la siguiente:
| Región o pueblo      | Caudillos                  | Ciudades                                 |
| -------------------- | -------------------------- | ---------------------------------------- |
| Troya                | Héctor                     | Troya                                    |
| Dardania             | Eneas, Arquéloco, Acamante | Dardania                                 |
| Monte Ida            | Pándaro                    | Zelea                                    |
|                      | Adresto, Anfio             | Adrestea, Apeso, Pitiea                  |
| Costa del Helesponto | Asio                       | Percote, Praccio, Sesto, Abidos, Arisba  |
| Pelasgos             | Hipótoo, Pileo             | Larisa                                   |
| Tracia               | Acamante, Píroo            | No mencionadas                           |
| Cicones              | Eufemo                     | No mencionadas                           |
| Peonia               | Pirecmes                   | Amidón                                   |
| Paflagonia           | Pilémenes                  | Citoro, Sésamo, Cromna, Egíalo, Eritinos |
| Halizones            | Odio, Epístrofo            | Álibe                                    |
| Misia                | Crómide, Énnomo            | No mencionadas                           |
| Frigia               | Forcis, Ascanio            | Ascania                                  |
| Meonios              | Mestles, Ántifo            | No mencionadas                           |
| Caria                | Nastes, Anfímaco           | Mileto                                   |
| Licia                | Sarpedón, Glauco           | No mencionadas                           |

Mapa de los lugares de procedencia de los ejércitos citados en el canto II de la Ilíada. Los caudillos de la coalición troyana se encuentran sobre fondo amarillo; y los aqueos, sobre fondo verde.

Demetrio de Escepsis escribió una extensa obra de treinta libros de comentarios históricos y geográficos sobre el catálogo de los troyanos. De esa obra solo se conservan fragmentos pero en la Antigüedad solía tomarse como referencia.